# Seznam filmů s tematikou druhé světové války z východní fronty
Toto je seznam audiovizuálních děl bez rozdílu žánru, země či doby svého původu, která se zabývají tematikou druhé světové války na východní frontě sovětsko-německé v letech 1941-1945 (nebo i ději či událostmi přímo s tím souvisejícími) a to ať už se jedná o filmy dokumentární nebo o díla hraná.

## Dokumentární tvorba
- Blokáda (film, 2005), ruský film o blokádě Leningradu z roku 2005
- Dukla - krev a mýtus, český televizní film z roku 1999, režie Petr Hvižď
- Neznámá válka (film, 1978), sovětský film z roku 1978, režie Roman Karmen
- Osvoboditelé, dvanáctidílný dokumentární seriál, režie Pavel Tupik, Jevgenij Kovlenko
- Pochod k vítězství: Cesta do Berlína, šestidílný americký seriál z roku 2007, režie Edward Feuerherd
- Tragedija XX veka, ruský televizní seriál z roku 1993 režiséra Jurije Ozerova
- Tankisté, český dokumentární film
- U československé vojenské jednotky v SSSR, dvanáctiminutový československý dokument natočený v roce 1942 při návštěvě Sergeje Ingra u československých vojáků na východní frontě
- Velká vlastenecká válka (film, 1965), sovětský film z roku 1965, režie Roman Karmen
- Velká vlastenecká válka / Neznámá válka, dvacetidílný americko-ruský dokumentární seriál
- Velký vojevůdce maršál Žukov, ruský film z roku 1995 režiséra Jurije Ozerova
- Velká vlastenecká válka (dokumentární seriál), osmidílný ruský film z roku 2010, režie: Anna Graždanová a Valerij Babič

## Hrané filmy

### České nebo československé
- Fronta v týlu nepřítele, sovětsko-československo-východoněmecký film z roku 1981, režie Igor Gostev
- Kapitán Dabač, československý film z roku 1959, režie Paľo Bielik
- Májové hvězdy, sovětsko-československý film z roku 1959, režie Stanislav Rostockij, Stanislav Strnad
- Němá barikáda (film), český film z roku 1948 režiséra Otakara Vávry
- Ostře sledované vlaky, český film z roku 1966 režiséra Jiřího Menzela
- Osvobození Prahy, dvoudílný historický film z roku 1975 režiséra Otakara Vávry
- Piloti (film, 1988), československo-sovětský film z roku 1988 režiséra Otakara Fuky
- Práče (film), český rodinný film z roku 1960 režiséra Karla Kachyni
- Sokolovo, československý historický válečný velkofilm z roku 1974 režiséra Otakara Vávry
- Tanková brigáda (film), československý film z roku 1955 režiséra Ivo Tomana
- Tenkrát o Vánocích, československý film z roku 1958 režiséra Karla Kachyni
- Zajtra bude neskoro, československo-sovětský film z roku 1972, jehož režii měl Martin Ťapák
- Zbraně pro Prahu, československý film z roku 1974 režiséra Ivo Tomana
- Život a neobyčejná dobrodružství vojáka Ivana Čonkina, česko-italsko-francouzsko-britsko-ruská filmová komedie z roku 1993 režiséra Jiřího Menzela a scenáristy Zdeňka Svěráka

### Ruské nebo sovětské
- Jdi a dívej se, sovětský film z roku 1985 režiséra Elema Klimova
- Jeřábi táhnou, romantické válečné drama z roku 1957, režie Michail Kalatozov
- Kapitán šťastné Štiky alternativně též Velitel šťastné Štiky, sovětský film z roku 1972, režie Boris Volček
- ...a jitra jsou zde tichá, dvoudílný sovětský film z roku 1972, režiséra Stanislava Rostockého
- Andělé smrti (anglicky:Angels of Death), rusko-francouzský film z roku 1993 režiséra Jurije Ozerova
- Ani o krok zpět, ruský film z roku 2007, režie Vitalij Vorobjev
- Balada o vojákovi, sovětský film z roku 1959, režie Grigorij Čuchraj
- Bez práva na chybu, ruský film z roku 2007, režie Boris Ščerbakov a Vasilij Ščerbakov
- Bez práva na porážku, sovětský film z roku 1984, režisérka Jevgenija Žigulenková
- Bitva o Ržev (film), sovětský film z roku 1981, režie Alexandr Surin
- Blokáda (film, 1974), sovětský film z roku 1974 o blokádě Leningradu
- Boj o Moskvu, šestidílný sovětsko-československo-německo-maďarský film z roku 1985 režiséra Jurije Ozerova
- Bojovali za vlast, sovětský film z roku 1975 režiséra Sergeje Bondarčuka
- Borisek, malý seržant, sovětsko-československý film z roku 1975, režie Lev Golub
- Brestská pevnost (film), ruský film z roku 2010, režie Alexander Kott
- Cesta do Saturnu, sovětský film z roku 1967, režie Villen Azarov
- Čisté nebe, sovětský film z roku 1961, režie Grigorij Čuchraj
- Důstojníci (film, 1971), sovětský film z roku 1971, režie Vladimír Rogovoj
- Fronta v týlu, sovětský film z roku 1977, režie Igor Gostev
- Fronta v týlu nepřítele, sovětsko-československo-východoněmecký film z roku 1981, režie Igor Gostev
- Govorit Moskva, sovětský film z roku 1986, režie Jurij Grigorjev
- Hořící sníh, sovětský film z roku 1972, režie Gavril Jegijazarov
- Hvězda (film, 1949), sovětský film z roku 1949, režie Alexandr Gavrilovič Ivanov
- Hvězda (film, 2002), ruský film z roku 2002, režie Nikolaj Lebeděv
- Ivanovo dětství, sovětský film z roku 1963, režie Andrej Tarkovskij
- Ižorský prapor, sovětský film z roku 1972, režie Gennadij Kazanskij
- Osud člověka (film), válečné drama z roku 1959 natočené podle stejnojmenného románu Michaila Šolochova režiséra Sergeje Bondarčuka
- Otec vojáka, sovětský film z roku 1964, režie Rezo Čcheidze
- pětidílná sovětská filmová epopej režiséra Jurije Ozerova
  - Osvobození I. - Ohnivá duha (1967)
  - Osvobození II. - Průlom (1968)
- Konec Saturnu, sovětský film z roku 1967, režie Villen Azarov
- Leningrad (film, 2009), rusko-ukrajinský film z roku 2009, režie Alexandr Buravsky
- Leningradské nebe I., sovětský film z roku 1960, režie Vladimir Vengerov
- Leningradské nebe II., sovětský film z roku 1960, režie Vladimir Vengerov
- Létající husaři, sovětský film z roku 1980 režiséra Stanislava Rostockého
- Letka čarodějek, sovětský film z roku 1981, režisérka Jevgenija Žigulenková
- Major Vichr, sovětský film z roku 1967, režie Jevgenij Taškov
- Májové hvězdy, sovětsko-československý film z roku 1959, režie Stanislav Rostockij, Stanislav Strnad
- Mladá garda (film), sovětský film z roku 1948, režie Sergej Gerasimov
- Moskevské nebe, sovětský film z roku 1944, režie Julij Rajzman
- My se vrátíme, sovětský film z roku 1974, režie Igor Gostev
- Na cestě do Berlína, sovětský film z roku 1969, režie Michail Jeršov
- Nebeský louda, sovětský film z roku 1945, režie Semjon Timošenko
- Nesmrtelní (film, 1945), sovětský film z roku 1945, režie Alexandr Stolper
- Normandie-Niemen (film), sovětsko-francouzský film z roku 1960, režie Jean Dréville
- Oddíl pro zvláštní úkoly, sovětský film z roku 1978
- Ostřelovač: Odvetná Zbraň, ruský film z roku 2009, režie: Marija Mironova
  - Osvobození III. - Směr hlavního úderu (1970)
  - Osvobození IV. - Bitva o Berlín (1971)
  - Osvobození V. - Poslední úder (1971)
- Pád Berlína (anglicky:The Battle of Berlin), dvoudílný sovětský film z roku 1949 režiséra Michaila Čiaureliho
  - Pád Berlína I.
  - Pád Berlína II.
- Pět z nebe, sovětský film z roku 1969, režie Gennadij Ivanov a Vladimir Shredel
- Pod kamenným nebem, sovětsko-norský film z roku 1974, režie Igor Maslenikov
- Piloti (film, 1988), československo-sovětský film z roku 1988 režiséra Otakara Fuky
- Prověrka osudem, sovětský film z roku 1971, režie Alexej German
- Příběh opravdového člověka (film), sovětský film z roku 1948, režie Alexandr Stolper
- Říkali mu Ledňáček, sovětský film z roku 1972, režie Vjačeslav Nikiforov
- Sbor generála Šubnikova, sovětský film z roku 1980, režie Anatolij Vasiljev a Marina Jakovlevová
- Skřivánek (film, 1964), sovětský film z roku 1964, režie Nikita Kurichin, Leonid Menaker
- Stalingrad (film, 1989), rusko-německý film z roku 1989 režiséra Jurije Ozerova o Stalingradské bitvě
- Stalingradská bitva I., sovětský film z roku 1949, režie 1949, režie Vladimir Petrov
- Stalingradská bitva II., sovětský film z roku 1949, režie 1949, režie Vladimir Petrov
- Střelný prach (film, 1985), sovětský film z roku 1985, režie Viktor Aristov
- Syn pluku, sovětský film z roku 1946, režie Vasilij Pronin
- Štít a meč, sovětský film z roku 1968, režie Vladimir Basov
- Tajemství horské jeskyně sovětský film z roku 1975
- Torpédové bombardéry, sovětský film z roku 1983, režie Semjon Aranovič
- Unaveni sluncem 2: Odpor, rusko-německo-francouzský film z roku 2010, režie Nikita Michalkov
- Unaveni sluncem 2: Citadela, ruský film z roku 2011, režie Nikita Michalkov
- U sedmi větrů, sovětský film z roku 1962 režiséra Stanislava Rostockého
- Válka je válka, sovětský film z roku 1968, režisér Viktor Tregubovič
- Vojáci (film, 1956) nebo také Vojáci ze Stalingradu, sovětský film z roku 1956, režie Alexandr Gavrilovič Ivanov
- V týlu nepřítele, sovětský film z roku 1941, režie Jevgenij Šneider
- Vzestup (film, 1976), sovětský film z roku 1976, režisérka Larisa Šepiťková
- Zdes tvoj front, (česky Zde je tvá fronta), sovětský film z roku 1983
- Zítra byla válka, sovětský film z roku 1987, režie Jurij Kara
- Žeňa, Ženěčka a „Kaťuša“, sovětský romantický film z roku 1967, režie Vladimir Motyl
- Živí a mrtví, sovětský film z roku 1964, režie Alexandr Stolper
- Zpívající eskadra, sovětský film z roku 1973, režie Leonid Bykov

### Ostatní
- Bílé peklo, německý film z roku 2001, režie Hardy Martins
- Dvojí nepřítel, britsko-německo-maďarský film z roku 2006, režie Reg Traviss
- Evropa, Evropa (film, 1990), německo-francouzsko-polský film z roku 1990, režie Agnieszka Holland
- Lékař od Stalingradu, německý film z roku 1958, režie Géza von Radványi
- Nepřítel před branami, americko-britsko-německý film z roku 2001 režiséra Jeana-Jacquese Annauda o Stalingradské bitvě
- Normandie-Niemen (film), sovětsko-francouzský film z roku 1960, režie Jean Dréville
- Odpor (film, 2008), americký film z roku 2008, režisér James Newton Howard
- Pád Třetí říše (německy:Der Untergang), německý film z roku 2004, režie Oliver Hirschbiegel
- Pátá pečeť, maďarský film z roku 1976, režie Zoltán Fábri
- Pianista (film), britsko-francouzsko-německo-polský film z roku 2002, režie Roman Polanski
- Pod kamenným nebem, sovětsko-norský film z roku 1974, režie Igor Maslenikov
- Poslední dny války, americký film z roku 2009, režie Jerry Buteyn
- Severní hvězda, americký film z roku 1943, režie Lewis Milestone
- Stalingrad (film, 1989), rusko-německý film z roku 1989 režiséra Jurije Ozerova o Stalingradské bitvě
- Psi, chcete žít věčně? aneb Peklo u Stalingradu, německý film z roku 1959, režie Frank Wisbar
- Stalingrad (film, 1993), německo-český film z roku 1993 režiséra Josepha Vilsmaiera o Stalingradské bitvě
- Železný kříž (film), britsko-německý film z roku 1977, režie Sam Peckinpah
- Jaro 1941 (film), Izrael/Polsko, rok 2008, režie Uri Barbash
- Chlapec v pruhovaném pyžamu (film), VB/USA, rok 2008, režie Mark Herman, předloha John Boyne (kniha)
- Válečná generace (filmová minisérie, 2013), tři německé film z roku 2013, režie Philipp Kadelbach
- 1944: Přinuceni k boji (film, 2015), estonsko-finský film z roku 2015, režie Elmo Nüganen

## Televizní hrané seriály
- Čtyři z tanku a pes, polský dobrodružný televizní seriál pro děti a mládež z let 1966–1970, režie Andrzej Czekalski, Konrad Nalecki
- Diverzant (seriál, 2004), ruský seriál z roku 2004, režie Andrej Maljukov
- Přivoláme na sebe palbu, sovětský televizní seriál z roku 1963, režie Sergej Kolosov
- Smrt špiónům, ruský televizní seriál z roku 2007, režie Zinovij Rojzman
- Trestný prapor (seriál), ruský televizní seriál z roku 2004, režie Nikolaj Dostal
- Vojáci svobody (seriál), rusko-československo-polsko-maďarský seriál z roku 1976 režiséra Jurije Ozerova